# Rolando Ferri

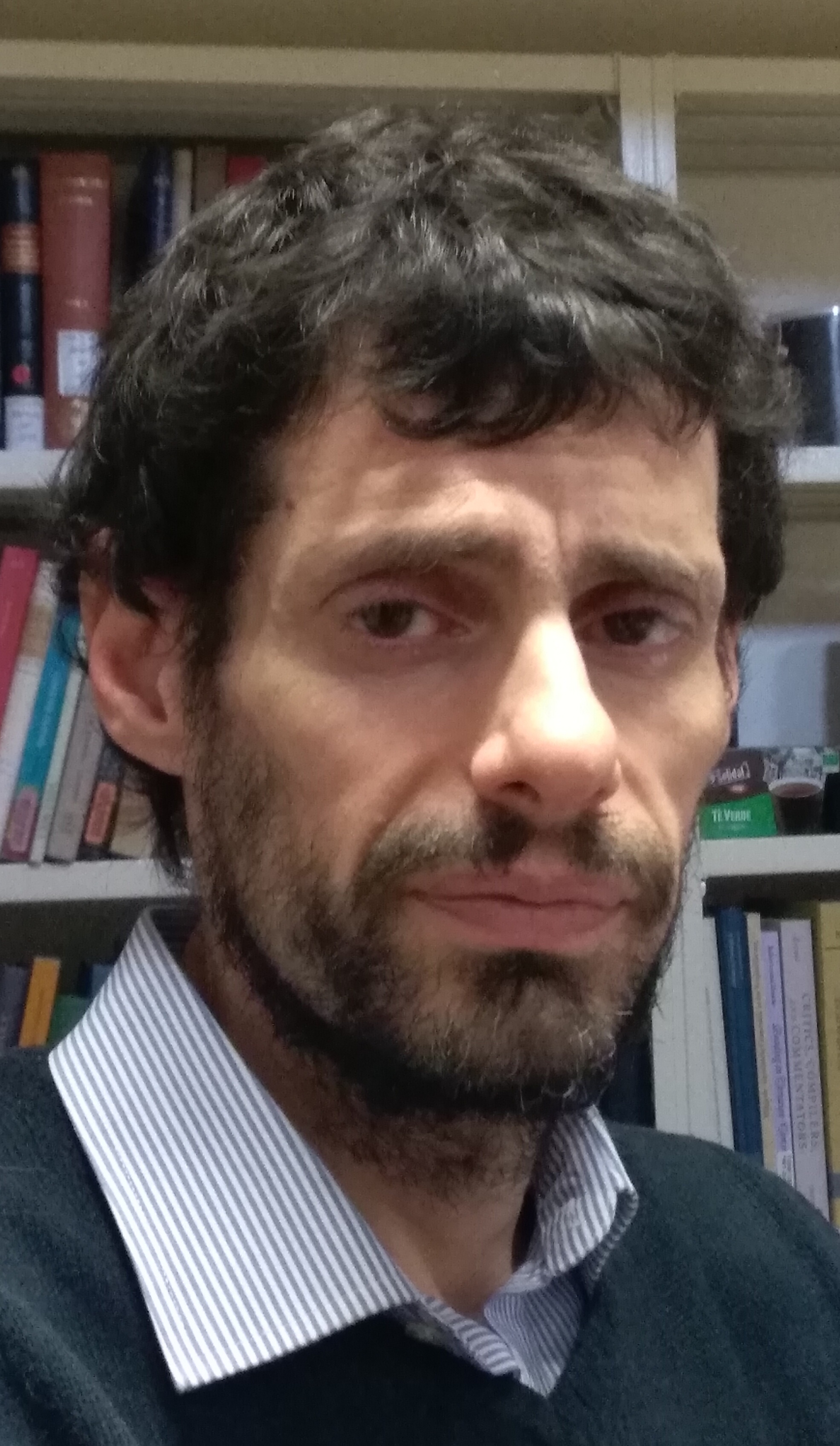
Rolando Ferri (2019)

Rolando Ferri (* 6. Januar 1968) ist ein italienischer Altphilologe und ordentlicher Professor für lateinische Literatur an der Universität Pisa.

## Leben
Nach dem Studium in Pisa als Schüler von Gian Biagio Conte, in Princeton und in London (wo er von 1993 bis 1996 Momigliano Student in the Arts am University College war und als Lektor für Italienisch gearbeitet hat), war Ferri seit 1998 zunächst Professore associato an der Universität Pavia, wechselte 2001 im gleichen Rang nach Pisa, wo er seit 2006 Professore ordinario für lateinische Literatur ist.
Ferri gehört dem wissenschaftlichen Beirat der Fachzeitschrift Materiali e discussioni per l’analisi dei testi classici sowie dem Herausgebergremium der Studi Classici e Orientali an und war Senior Editor für den Bereich der Rezeption und der Philologiegeschichte des elektronischen Rezensionsorgans für die Altertumswissenschaften Bryn Mawr Classical Review.

## Arbeitsschwerpunkte
Ferri arbeitet hauptsächlich zur klassischen lateinischen Literatur (römische Komödie, römische Tragödie, fabula praetexta: Pseudo-Seneca, Octavia, römische Philosophie: Lukrez), auf sprachwissenschaftlicher Seite auch zur lateinischen Umgangssprache, den Hermeneumata sowie zu griechisch-lateinischen Glossaren.

## Veröffentlichungen (Auswahl)
- The Latin of Roman Lexicography (Ricerche sulle lingue di frammentaria attestazione 7), (Pisa, Fabrizio Serra Editore, 2011), ISBN 978-88-6227-376-3
- Sebastiano Timpanaro, in: Richard F. Thomas, Jan Ziolkowski (Hgg.): The Virgil Encyclopedia. 3 Bde. Wiley, Chichester 2013.
- (Hg., mit Mira J. Seo und Katharina Volk): Callida Musa. Studi in onore di Elaine Fantham (Pisa, 2008)
- (Hg., mit Franco Bellandi): Aspetti della scuola nel mondo romano (Amsterdam, 2008)
- Il latino dei Colloquia scholica, in: R. Ferri und F. Bellandi, Aspetti della scuola nel mondo romano (Amsterdam, 2008), 111–177
- Linguistic politeness in Latin comedy. Some preliminary thoughts (1), in: Materiali e discussioni per l’analisi dei testi classici 61 (2008) 15–28
- Octavia. A play attributed to Seneca (Cambridge Classical Texts and Commentaries, 41), (Cambridge, Cambridge University Press 2003, New paperback edition with corrections, 2009), ISBN 0-521-82326-9
- I dispiaceri di un Epicureo (Biblioteca di Materiali e discussioni per l'analisi dei testi classici), (Pisa, Giardini 1993), ISBN 88-427-0299-4